# Wang Fanxi
Wang Fanxi (chinesisch 王凡西; * 16. März 1907 in Xiashi, China; † 30. Dezember 2002 in Leeds, Vereinigtes Königreich) war ein führender trotzkistischer Revolutionär in China.

## Leben
Wang Fanxi wurde in Xiashi in der Nähe von Hangzhou in der chinesischen Provinz Zhejiang geboren. Politisch wurde er in seiner Jugend geprägt durch die Bewegung des vierten Mai. Nach der Bewegung des 30. Mai trat er der damals illegalen Kommunistische Partei Chinas (KPCh) bei. Die Jahre 1925 bis 1927 verbrachte er zum Studium in Moskau, zuerst an der KUTW, einer politischen Universität die auf die Ausbildung revolutionärer Kader in den Ländern des Ostens spezialisiert war, und später an der Sun-Yat-sen-Universität. In dieser Zeit kam er mit dem Gedankengut der linken russischen Opposition in Kontakt und wurde Mitglied in einer geheimen trotzkistischen Vereinigung chinesischer Studenten. Nach seiner Rückkehr nach China arbeitete er zunächst für die KPCh, aus der er aber nach seinem öffentlichen Bekenntnis zum Trotzkismus ausgeschlossen wurde. Anschließend war er führendes Mitglied der oppositionellen Oktober Gruppe und wirkte entscheidend an der Vereinigungskonferenz der chinesischen trotzkistischen Gruppen im Jahre 1931 mit. In dieser Zeit arbeitete er eng mit Chen Duxiu zusammen, verbrachte aber den Großteil der Jahre 1931 bis 1937 in politischen Gefängnissen der regierenden Kuomintang. 1941 war er Gründungsmitglied der Internationalistischen Arbeiterpartei Chinas, von der er 1949 nach Hong-Kong geschickt wurde. Durch die Flucht nach Macau entging er der landesweiten Razzia der KPCh im Dezember 1952. Mit Hilfe von Freunden ging er 1975 ins Exil nach Leeds. Nachdem er die letzten Jahre seines Lebens aufgrund körperlichen Leiden sein Haus nicht mehr verlassen konnte, starb er am 30. Dezember 2002.
Wang Fanxi brachte in seiner politisch aktiven Zeit eine Vielzahl oppositioneller Zeitungen heraus. Seinen Lebensunterhalt verdiente er sich lange Zeit durch Übersetzungen der Schriften Trotzkis und anderer Autoren aus dem russischen ins chinesische.

## Werke
- Erinnerungen eines chinesischen Revolutionärs 1919–1949, isp-Verlag, 1983.